# Bradley Nkoana
Bradley Botshelo Nkoana (27 de enero de 2005) es un deportista sudafricano que compite en atletismo, especialista en las carreras de velocidad.
Participó en los Juegos Olímpicos de París 2024, obteniendo una medalla de plata en la prueba de 4 × 100 m. Ganó una medalla de oro en los Relevos Mundiales 2025, en la misma prueba.

## Palmarés internacional
| Juegos Olímpicos  | Juegos Olímpicos | Juegos Olímpicos | Juegos Olímpicos |
| Año               | Lugar            | Medalla          | Prueba           |
| ----------------- | ---------------- | ---------------- | ---------------- |
| 2024              | París (Francia)  | Medalla de plata | 4 × 100 m        |
| Relevos Mundiales |                  |                  |                  |
| Año               | Lugar            | Medalla          | Prueba           |
| 2025              | Cantón (China)   | Medalla de oro   | 4 × 100 m        |